# Нуэва-Сьюдад-Герреро
Нуэва-Сьюдад-Герре́ро (исп. Nueva Ciudad Guerrero) — город в Мексике, штат Тамаулипас, административный центр муниципалитета Герреро. Численность населения, по данным переписи 2010 года, составила 4312 человек.

## Общие сведения
Поселение было основано 1 октября 1750 года с названием Вилья-Ревилья. В 1829 году поселение было переименовано в честь второго президента Мексики — Висенте Герреро.
В 1952 году на реке Рио-Гранде было начато строительство плотины Фалькон, а так как поселение попадало в зону затопления, его перенесли немного южнее.